# عينة (إحصائيات)

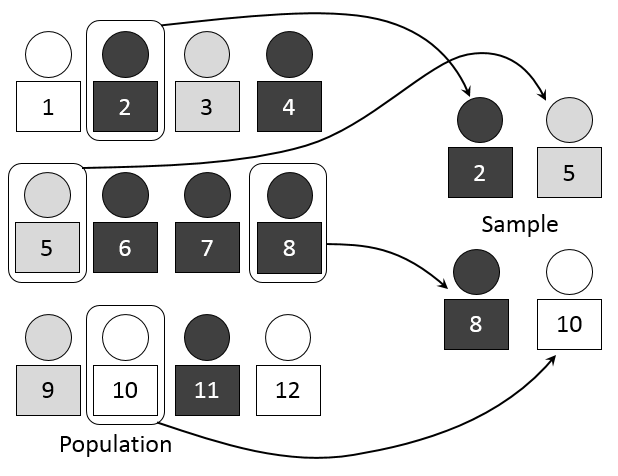

العينة (بالإنجليزية: sample)‏ هي مجموعة جزئية من المجتمع الإحصائي، يتم اختيارها بحيث تكون ممثلة تمثيلاً صادقاً للمجتمع الإحصائي التي سحبت منه، مثلا (عينة من طلاب الصف الرابع الأساسي من إحدى مدارس المدينة).